# Trachybasalte
Trachy-basalte
Les trachybasaltes, ou trachy-basaltes, sont des roches volcaniques de composition intermédiaire entre celles d'une trachyandésite et d'un basalte.

## Variétés
La hawaiite est une variété sodique de trachybasalte. Les roches pintades de La Réunion sont des hawaiites qui présentent de gros cristaux blancs de feldspath dans une matrice sombre, d'où leur nom qui rappelle le plumage des pintades. On trouve aussi des hawaiites dans le Massif central, notamment au pic de Mus (Lozère).